# Стрыевка
Стрыевка (укр. Стриївка) — село в Збаражской городской общине Тернопольского района Тернопольской области Украины.
Код КОАТУУ — 6122488401. Население по переписи 2001 года составляло 1095 человек.
До 2020 года входило в Збаражский район.

## Географическое положение
Село Стрыевка находится на безымянном притоке реки Гнезна Гнилая,
выше по течению на расстоянии в 1,5 км расположено село Грицевцы,
ниже по течению на расстоянии в 0,5 км расположено село Травневое.

## История
- 1463 год — дата основания.

## Объекты социальной сферы
- Школа.
- Дом культуры.
- Амбулатория.

## Достопримечательности
- Братская могила советских воинов.